# Antonio Zapata y Cisneros
Antonio Zapata y Cisneros, també denominat Antonio Zapata y Mendoza (Madrid, 8 d'octubre de 1550 - ib. 27 d'abril de 1635) va ser bisbe de Cadis i Pamplona, arquebisbe de Burgos i cardenal, conseller d'estat de Felip III, virrei de Nàpols i inquisidor general.

## Carrera eclesiàstica
Va ser el primer fill de Francisco Zapata y Cisneros, I comte de Barajas, i de María Clara de Mendoza; renebot del Cardenal Cisneros.
Va estudiar a Salamanca i es va graduar en dret canònic; va ser nomenat canonge i inquisidor de Toledo i més tard de Conca, on el seu oncle, Gómez Zapata, era bisbe. El juliol de 1587 va renunciar al títol nobiliari que li corresponia per primogenitura en favor del seu germà Diego, i el novembre del mateix any va ser ordenat bisbe de Cadis a instàncies de Felip II i consagrat pel cardenal Gaspar de Quiroga; durant el seu mandat va manar construir a costa seva part de la muralla de la ciutat.
El maig de 1596 va ser destinat a la diòcesi de Pamplona. El 1599 va ser nomenat conseller d'estat i el setembre de l'any següent Felip III li va concedir l'arquebisbat de Burgos, càrrec amb el qual va contribuir a l'ornamentació de la catedral de la ciutat.
El juny de 1604 Climent VIII el va nomenar cardenal amb el títol de Sant Mateu. Així doncs, va renunciar a l'arquebisbat i va marxar a Roma, on va residir els anys següents; va participar en el conclave de 1605 en el qual va ser votat papa Pau V i va esdevenir inquisidor de la ciutat.
El 1617 va tornar a Espanya amb les restes de Sant Francesc de Borja. Dos anys després va imposar el capell cardenalici al cardenal-infant Ferran d'Àustria.

## Virrei de Nàpols

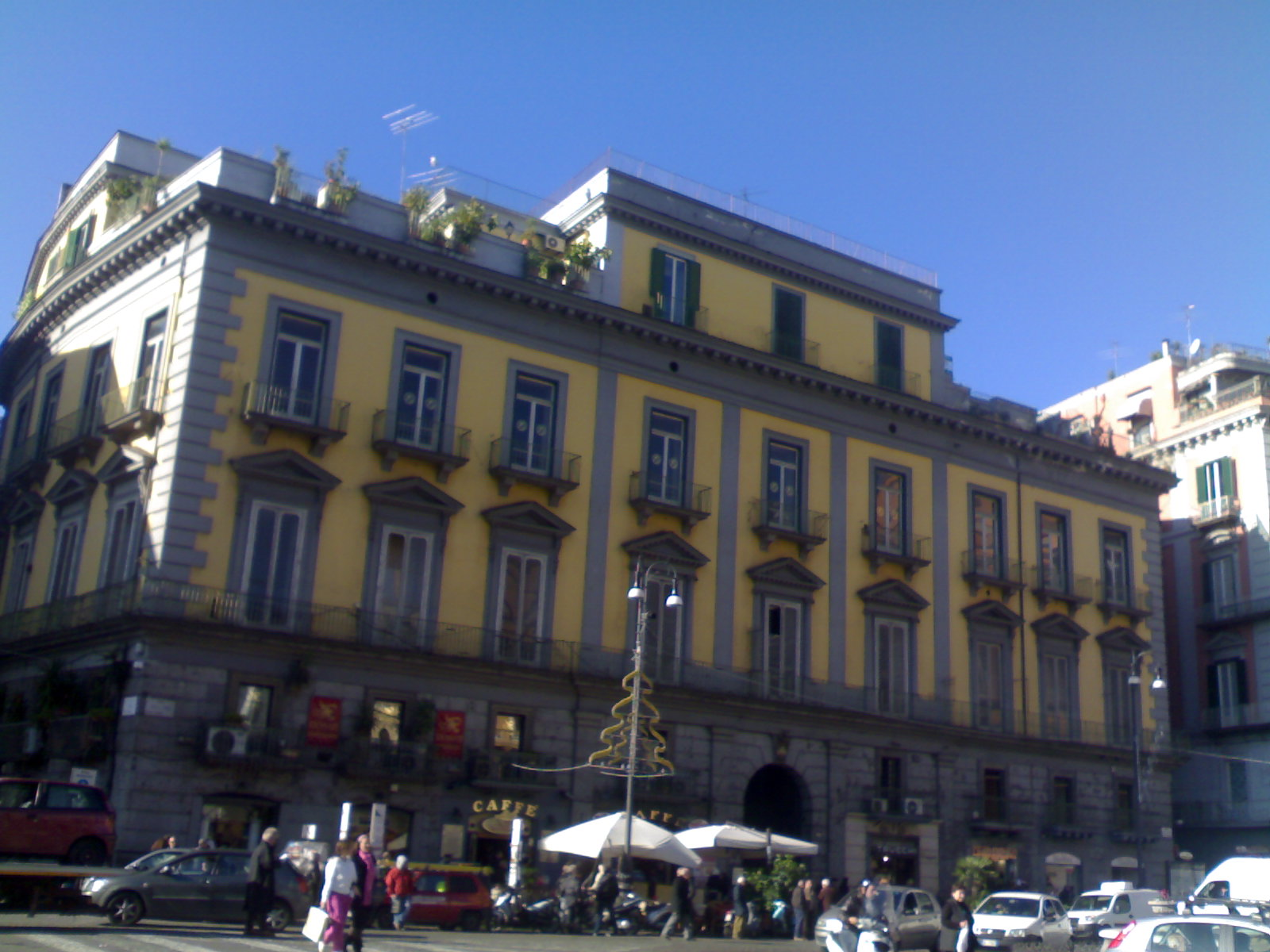
Palau del cardenal Zapata a Nàpols, erigit durant el seu virregnat.

El setembre de 1620 Felip III el va nomenar virrei de Nàpols. Un mes després que morís el papa Pau V, Zapata va viatjar a Roma, on va participar en el conclave en el qual va ser triat el nou papa Gregori XV; durant la seva absència, de menys d'un mes, Nàpols va quedar sota el govern de Pedro de Leiva, general de les galeres del regne.
Durant el virregnat de Zapata el Regne de Nàpols va patir una greu crisi, en part provocada per la falsificació i conseqüuent devaluació de la moneda, en part per inclemències meteorològiques que impedien el comerç. Tot això es va sumar a la ja precària situació de la població, la qual es va enfrontar més d'un cop, fins i tot de manera violenta, contra el virrei. El desembre de 1622 Zapata va ser succeït pel V duc d'Alba, Antonio Álvarez de Toledo y Beaumont.

## Retorn a Espanya
Després de la destitució, va tornar a Espanya i el 1625 se li va encarregar l'administració de l'arquebisbat de Toledo durant la minoria d'edat de l'arquebisbe titular, el cardenal-infant Ferran d'Àustria. Mitjançant una butlla del papa Urbà VIII, el gener de 1627 es va convertir en inquisidor general del regne. Cinc anys després va renunciar a tots els seus càrrecs i es va retirar a Barajas; va morir el 27 d'abril de 1635, a Madrid. Les seves restes van ser enterrades al convent de nostra senyora de la Concepció dels franciscans descalços, fundat pel seu pare a Barajas.

## Obra
Va escriure un llibre titulat Discurso de la obligación en conciencia y justicia que los prelados tienen en proveer las dignidades y beneficios eclesiásticos, dedicat a l'infant cardenal, que va ser publicat a Madrid el 1629.